# 劲松站 (北京市)

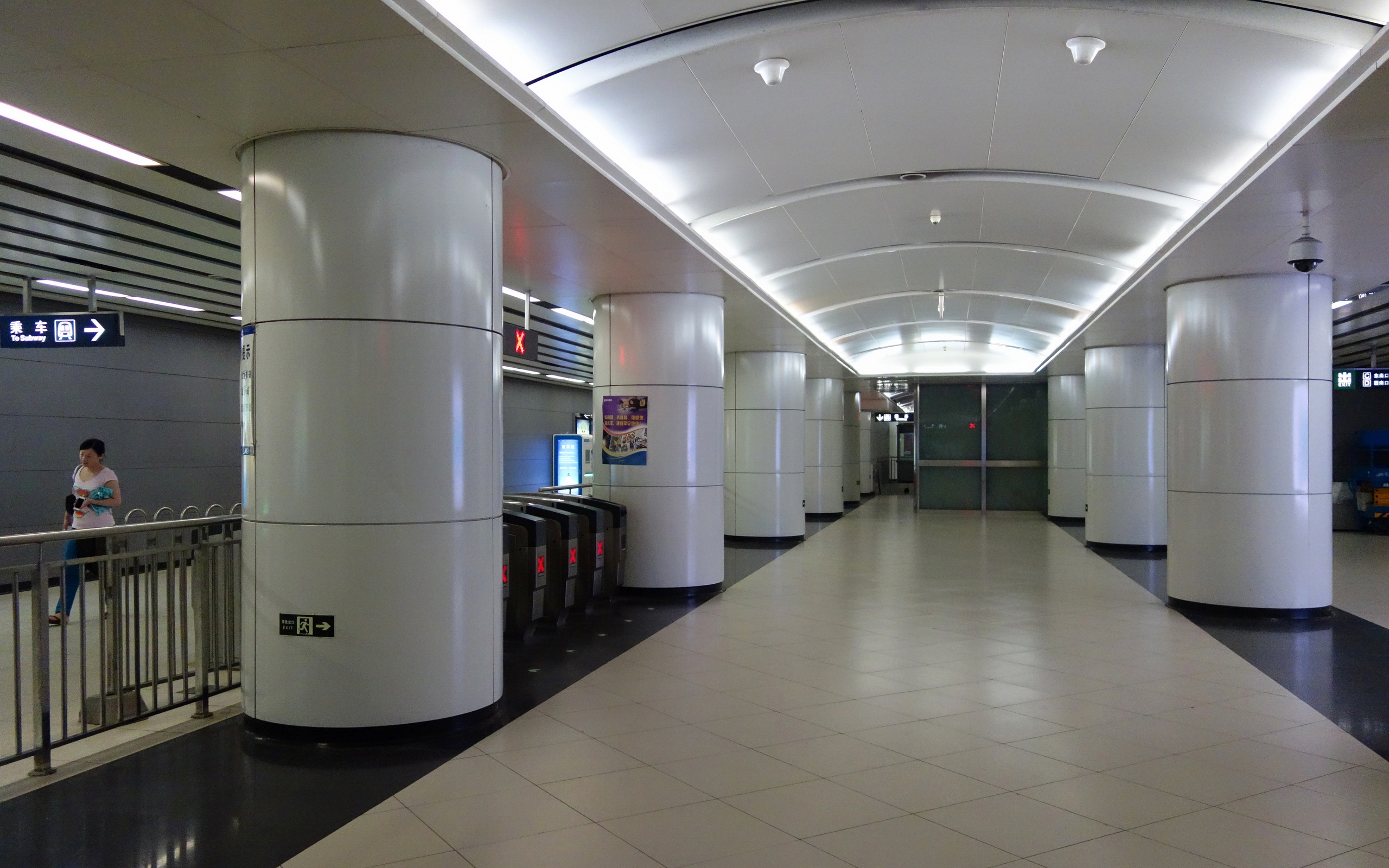
劲松站站厅（2013年7月摄）

劲松站是一个位于中国北京市朝阳区劲松街道东三环中路、劲松路、南磨坊路交叉口，属于北京地铁10号线的地铁车站。2004年4月2日开工，2008年6月30日交付运营，同年7月19日开通运营。车站因地处劲松街道辖区得名。

## 位置
劲松站位于东三环南路（南北向）与劲松路－南磨房路（东西向）相交路口，在劲松桥东侧路口地下。车站沿东三环南路呈南北走向布置。

## 结构
劲松站是地下二层车站，两层三跨两柱联拱结构、岛式站台设计。地下一层为站厅，地下二层为站台层，车站全长191.6米，车站主体宽20.7米，站台长120米。该车站采用暗挖洞桩法施工。
劲松站原先是10号线一期工程终点站，劲松站至终点区间长394.6m，设有折返线，亦是10号线二期工程起点。
| 地面层          | 出入口                 | A-D出入口                  |
| 地下一层 站厅层 | 站厅层                 | 站厅、票务服务、自动售票机 |
| 地下二层 站台层 |                        | █ 10号线外环（双井）       |
| 地下二层 站台层 | 岛式站台，左侧开门     |                            |
| 地下二层 站台层 | █ 10号线内环（潘家园） |                            |

## 出入口
劲松站地面共有4个出入口，出入口都有供残障人士使用的盲道无障碍设施，D出入口有直升电梯。
|                       |                      |                                |      |            |
| 编号                  | 指示                 | 建议前往的目的地               | 照片 | 无障碍设施 |
| 出口 · A              | 劲松路，东三环南路   | 劲松一区                       |      | 不適用     |
| 出口 · B              | 东三环南路，南磨房路 | 富顿中心，华腾园，顺迈金钻大楼 |      | 不適用     |
| 出口 · C              | 东三环南路，农光路   | 农光里，沙板庄，劲松大厦       |      | 不適用     |
| 出口 · D · 升降机标志 | 东三环南路，劲松三区 | 华腾大厦，海文大厦             |      |            |
| 註： 設有             |                      |                                |      |            |

## 运营情况
2013年5月5日10号线全线贯通运营之初，虽然发车间隔缩短至2分15秒，国贸站至劲松站区间内环拥挤状况得到缓解，但取消之前运行的外环“大站快车”，劲松站早高峰压力大增，高峰时段开始在站外限流。 原先10号线二期开通之初，宋家庄站到劲松站区间高峰时段实行“大站快车”，每间隔3列车发1列“大站快车”，成寿寺、分钟寺、十里河、潘家园四站甩站不停车。